# Шмидт, Кристфрид
Кристфрид Шмидт (нем. Christfried Schmidt; 26 ноября 1932, Маркерсдорф — 29 апреля 2025, Берлин) — немецкий композитор.
Сын мельника. Окончил гимназию в Гёрлице, там же начал заниматься музыкой под руководством композитора Эмиля Кюнеля (1881—1971). В 1954 году окончил Высшую школу церковной музыки в Гёрлице, затем в 1959 году Лейпцигскую высшую школу музыки по классам Вернера Бушнаковски (орган) и Иоганнеса Вайрауха (композиция). Работал органистом в Форсте, затем театральным дирижёром и хормейстером в Кведлинбурге, преподавал фортепиано. С 1980 года поселился в Восточном Берлине и полностью посвятил себя композиции.
Шмидту принадлежат две симфонии (№ 1 «Гамлет» и № 2 «Мартин Лютер Кинг»), несколько концертов, из которых наибольший успех имел Концерт для гобоя с оркестром (1983), впервые исполненный и записанный Буркхардом Глетцнером, другие оркестровые сочинения, духовой квинтет, а также опера «Сердце» (1989, по одноимённой новелле Генриха Манна).
В ГДР Шмидт был удостоен ряда музыкальных премий и в 1990 году избран в Академию искусств в Берлине. В 1998 году он стал действительным членом Саксонской академии искусств.
Скончался 29 апреля 2025 года в возрасте 92 лет в Берлине.